# Geoffroy Boyer
Geoffroy Boyer, né le 31 décembre 1746 à Nontron (Dordogne) et mort le 11 septembre 1811 à Nontron, est un homme politique français.

## Biographie
Négociant avant la Révolution, il est administrateur du district de Nontron et membre du conseil général en 1790.
En 1793, il est président de l'administration du département de la Dordogne.
Il est élu une première fois au Conseil des Cinq-Cents mais son élection est invalidée par la loi du 22 floréal an VI (1798).
Par ailleurs, il est accusé de faux en écritures et destitué comme administrateur du département.
C'est en tant que membre de la municipalité de Nontron qu'il est réélu le 26 germinal an VII (1799), il siège avec le groupe des Bonapartistes.
Napoléon le nomme sous-préfet de l'arrondissement de Nontron le 5 floréal an VIII (1800)
.
Il meurt en fonctions en 1811, âgé de 64 ans.
Il est remplacé par Charles-Camille Trompeo, chevalier de l'Empire.

## Sources
- « Geoffroy Boyer », dans Adolphe Robert et Gaston Cougny, Dictionnaire des parlementaires français, Edgar Bourloton, 1889-1891 [détail de l’édition]